# Crozet (Ain)
Crozet [kʁozɛ] ist eine französische Gemeinde mit 2354 Einwohnern (Stand 1. Januar 2022) im Département Ain in der Region Auvergne-Rhône-Alpes. Sie gehört zum Kanton Thoiry im Arrondissement Gex und ist Mitglied im Gemeindeverband Pays de Gex Agglo.

## Geographie
Crozet liegt auf 538 m, etwa 14 Kilometer nordwestlich der Stadt Genf (Luftlinie). Das ehemalige Bauerndorf erstreckt sich im Pays de Gex an aussichtsreicher erhöhter Lage am Fuß des Juras unterhalb des Colomby de Gex, am nordwestlichen Rand des Genfer Beckens.
Die Fläche des 27,47 km² großen Gemeindegebiets umfasst einen Abschnitt des Pays de Gex. Das Gebiet zerfällt in zwei naturräumlich sehr unterschiedliche Teile. Der südöstliche Teil wird von der fruchtbaren Ebene am Jurafuß eingenommen, wobei die östliche Grenze entlang dem Allondon verläuft. Dieser Fluss entspringt mit einer Karstquelle am Jurafuß und ist zunächst mit einem Taleinschnitt in das umgebende Plateau eingetieft, im weiteren Verlauf fließt er dann offen durch die Ebene. Von der Ebene des Pays de Gex steigt der Hang sanft gegen den Jura hin an.
Nach Westen erstreckt sich das Gemeindeareal über den steilen, dicht bewaldeten Hang bis auf den breiten Kamm der vordersten Jurakette. Dieser Kamm gliedert sich in die Gipfel des Montoisey (1651 m), den Südwestgipfel des Colomby de Gex (mit 1680 m die höchste Erhebung von Crozet) und den dazwischen liegenden Sattel des Col de Crozet (1480 m). Oberhalb von rund 1400 m befinden sich ausgedehnte Bergweiden, die von typischen Karsterscheinungen wie Dolinen und Karrenfeldern durchsetzt sind. Auch die westlich des Hauptkamms gelegenen Weiden gehören zu Crozet, die westliche Grenze verläuft entlang dem Steilabfall zum Tal der Valserine. Das Gemeindegebiet ist Teil des Regionalen Naturparks Haut-Jura (frz.: Parc naturel régional du Haut-Jura).
Zu Crozet gehören neben dem ursprünglichen Ort auch verschiedene Weiler und Neubausiedlungen, nämlich:
- Avouzon (532 m) am Jurafuß auf dem Plateau westlich des Allondon
- Villeneuve (521 m) am Jurafuß

Nachbargemeinden von Crozet sind Échenevex im Norden, Chevry im Osten, Saint-Genis-Pouilly und Sergy im Süden sowie Lélex und Mijoux im Westen.

## Geschichte

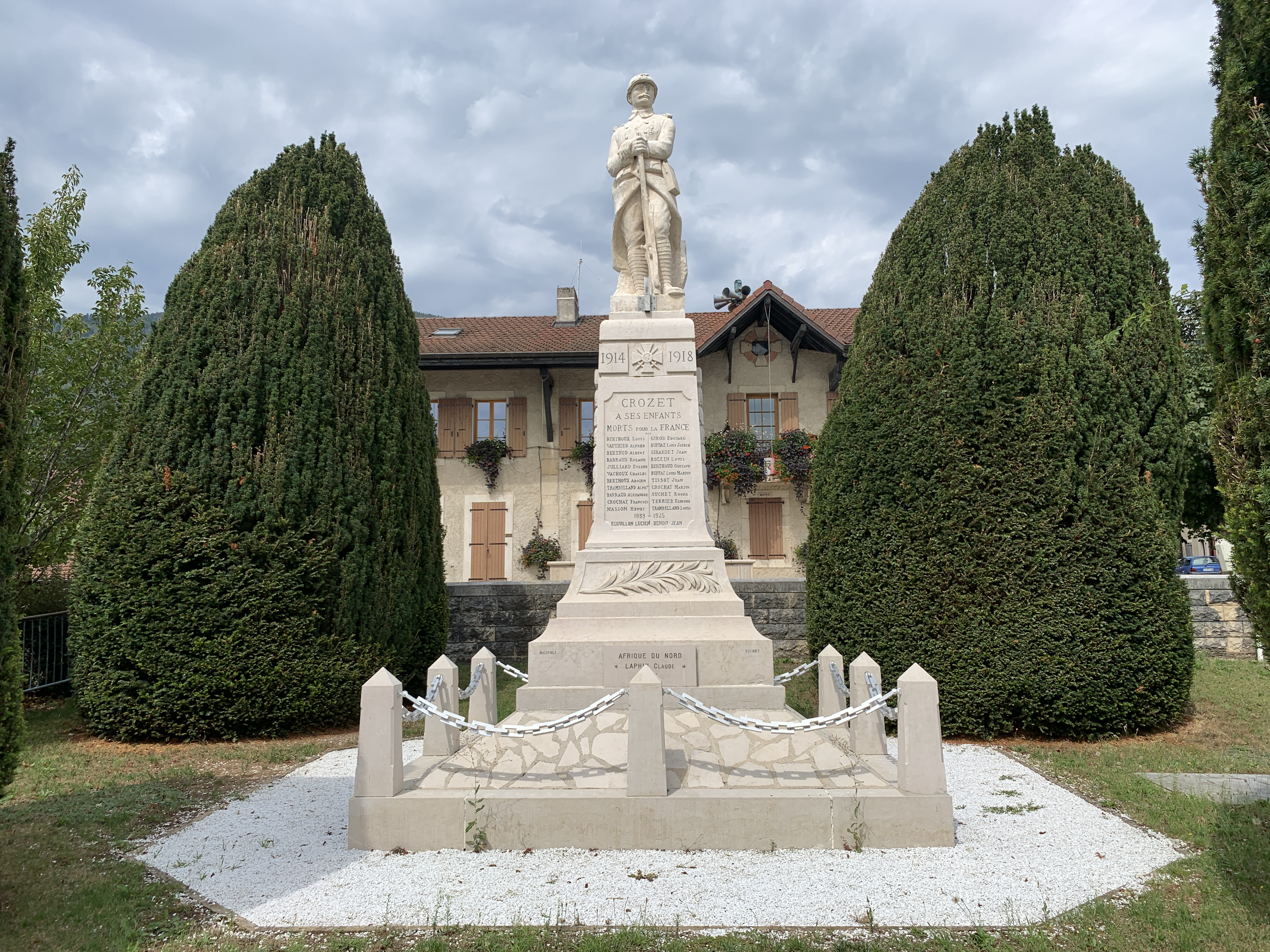
Gefallenendenkmal

Erstmals urkundlich erwähnt wird Crozet im Jahr 1332 unter dem Namen Croset; von 1437 ist die Bezeichnung Crozetum überliefert. Der Ortsname geht auf das altfranzösische Wort creuset (kleines Kreuz) zurück. Im Mittelalter bildete Crozet eine eigene kleine Herrschaft, die in Abhängigkeit von den Herren von Gex geriet. Zusammen mit dieser Herrschaft kam das Dorf im 14. Jahrhundert unter die Oberhoheit der Grafen von Savoyen. Danach teilte Crozet die wechselvolle Geschichte des Pays de Gex, mit dem es nach Abschluss des Vertrages von Lyon 1601 endgültig an Frankreich gelangte.

## Bevölkerung
| Jahr                       | 1962 | 1968 | 1975 | 1982 | 1990 | 1999 | 2006 | 2013 | 2021 |
| Einwohner                  | 410  | 440  | 711  | 961  | 1164 | 1349 | 1673 | 2015 | 2288 |
| Quellen: Cassini und INSEE |      |      |      |      |      |      |      |      |      |

Mit 2354 Einwohnern (Stand 1. Januar 2022) gehört Crozet zu den kleineren Gemeinden des Départements Ain. Seit Mitte der 1960er Jahre wurde ein markantes Bevölkerungswachstum verzeichnet. Außerhalb des alten Ortskerns wurden zahlreiche neue Einfamilienhäuser gebaut. Die Ortsbewohner von Crozet heißen auf Französisch Crozatis.

## Sehenswürdigkeiten

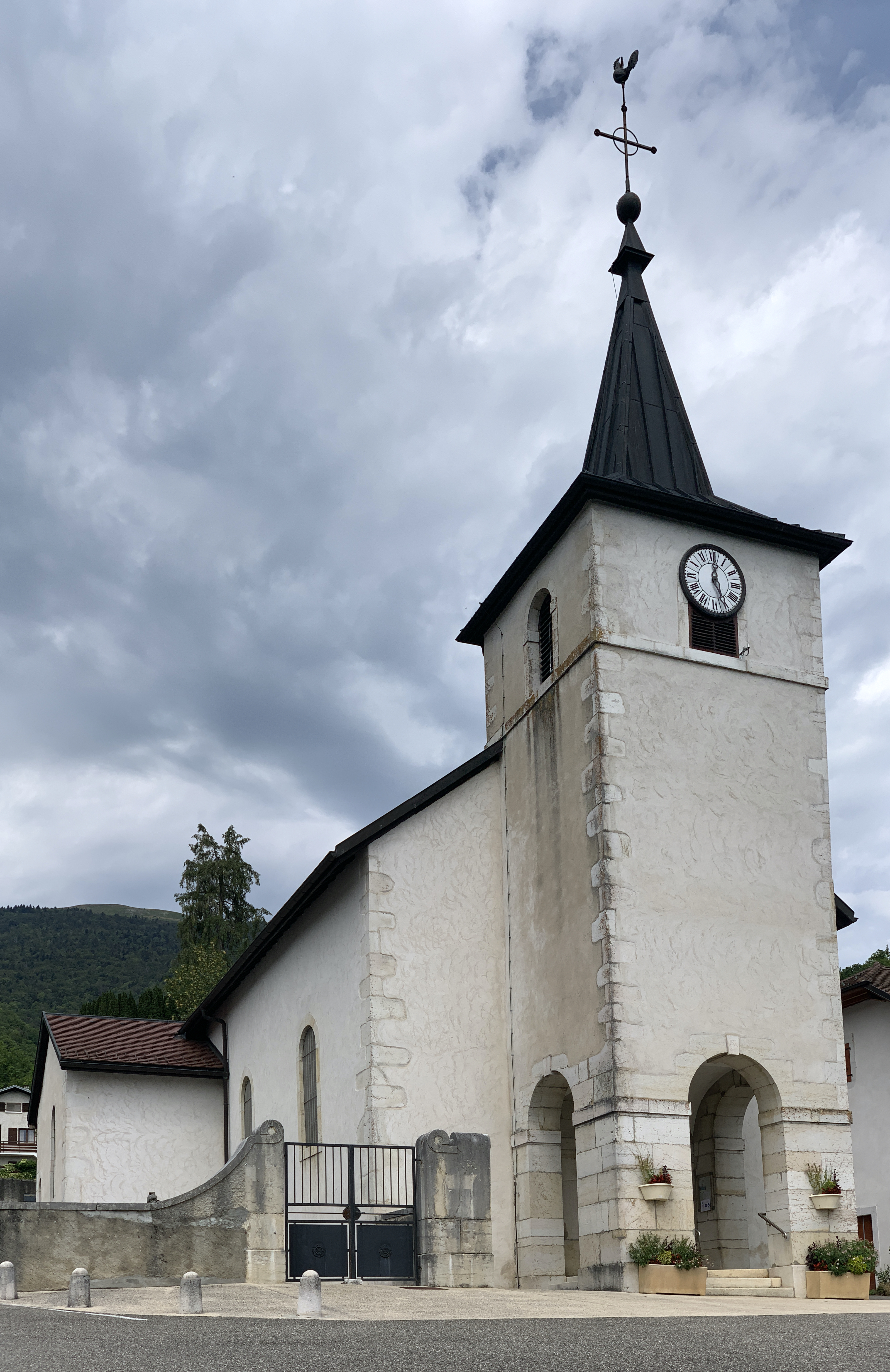
Kirche Saints-Jacques-et-Philippe

Die Kirche Saints-Jacques-et-Philippe wurde um 1830 an der Stelle eines mittelalterlichen Gotteshauses neu erbaut. Von der mittelalterlichen Burg Rossillon sind Ruinen erhalten.

## Wirtschaft und Infrastruktur
Crozet war bis weit ins 20. Jahrhundert hinein ein vorwiegend durch die Landwirtschaft geprägtes Dorf. Heute gibt es einige Betriebe des Klein- und Mittelgewerbes. Mittlerweile hat sich das Dorf zu einer Wohngemeinde gewandelt. Zahlreiche Erwerbstätige sind Wegpendler, die in den größeren Ortschaften des Pays de Gex oder als Grenzgänger in der Agglomeration Genf arbeiten.
Oberhalb von Crozet befindet sich die Talstation der Seilbahn auf den Jurakamm (Fierney). Somit ist das Dorf ein beliebter Ausgangspunkt für Wanderungen auf der Jurakette im Sommer oder für alpinen Skisport, Langlauf und Schneeschuhlaufen im Winter. Durch mehrere Skilifte ist Crozet mit dem Wintersportgebiet von Lélex verbunden.
Die Ortschaft ist verkehrsmäßig gut erschlossen. Von Genf und von der Departementsstraße D984c, die von Saint-Genis-Pouilly nach Gex führt, ist Crozet leicht erreichbar. Weitere Straßenverbindungen bestehen mit Thoiry, Échenevex und Chevry. Der nächste Anschluss an die schweizerische Autobahn A1 befindet sich in einer Entfernung von rund zwölf Kilometern.
In Crozet befindet sich eine staatliche école primaire (Grundschule mit eingegliederter Vorschule).